# Yamamuro Shizuka
Yamamuro Shizuka (jap. 山室 静; * 15. Dezember 1906 in Tottori, Präfektur Tottori; † 23. März 2000) war ein japanischer Dichter, Literaturkritiker und Übersetzer.
Yamamuro gründete 1936 mit Hirano Ken und Honda Shūgo die Literaturzeitschrift Hihyō. Während des Zweiten Weltkrieges gab er mit Katayama Toshihiko und Hori Tatsuo die Zeitschrift Kōgen (高原) heraus. Ab 1946 gehörte er zum Kreis der Mitarbeiter der Zeitschrift Kindai Bungaku (近代文学). Eine Sammlung seiner Hauptwerke erschien 1972–73 in der sechsbändigen Ausgabe Yamamuro Shizuka chosakushū (山室静著作集). 1975 wurde er mit dem Mainichi-Kulturpreis in der Kategorie Kultur und Gesellschaft und 1973 mit dem Hirabayashi-Taiko-Literaturpreis ausgezeichnet.
Er war zudem bekannt als Übersetzer von nordeuropäischer Literatur, insbesondere Tove Janssons Mumin-Bücher.

## Quelle
- Shūichi Katō: A Sheep’s Song: A Writer’s Reminiscences of Japan and the World. University of California Press, 1999, ISBN 0-520-21979-1, S. 197 (eingeschränkte Vorschau in der Google-Buchsuche).